# Калчополи
Корупционният скандал в италианския футбол през 2006 г., известен като Калчополи (на италиански: Calciopoli), е свързан с футболни клубове от Серия А и Серия Б.
Скандалът е разкрит през май 2006 г. от италианската полиция, с основни участници шампиона Ювентус и други големи отбори, включително „Милан“, „Фиорентина“, „Лацио“ и „Реджина“. Редица незаконни телефонни записи излизат наяве, като се разкрива гъста мрежа от отношения между клубни мениджъри и съдийски организации, обвинени в манипулации чрез избор на „удобни“ съдии за своите мачове.

## Начало
Скандалът първо излиза наяве в резултат на разследванията на прокурори на италианската футболна агенция GEA World. Протоколи от записани телефонни разговори, публикувани в италиански вестници, показват, че през сезон 2004/05 генералните директори на „Ювентус“ Лучано Моджи и Антонио Джирадо са разговаряли с няколко длъжностни лица от италианския футбол, за да повлияят на назначенията на съдии.

## Наказания
На 4 юли 2006 г. прокурорът на Италианската футболна федерация, Стефано Палаци призовава всички четири клуба, които се намират в центъра на скандала, да бъдат изхвърлени от Серия А. Палаци иска Ювентус „да бъде изключен от шампионата в Серия А и да бъде включен в по-ниската дивизия Серия Б с -6 точки“, докато за Милан, Фиорентина и Лацио той иска да бъдат свалени до последните места в шампионата за сезон 2005/06 и да отпаднат в Серия Б. Той също така иска да започнат следващия сезон с отрицателен актив точки (-3 за Милан и -15 за Фиорентина и Лацио). Прокурорът призовава още Ювентус да бъде лишен от своите титли от 2005 и 2006 г.
В делото срещу Реджина на 13 август, прокурорът призовава Реджина да бъде изхвърлен в Серия Б с -15 точки. На 17 август наказанието на Реджина е оповестено: наказание от -15 точки, но не и отпадане от Серия А. Освен това, клубът е глобен с еквивалент на £ 68 000, докато президентът на клуба Паскуале Фоти е глобен с £ 20 000 и забрана за всякакви дейности, свързани с футбола, за 2 години и половина.
| Отбор      | Изпадане               | Изпадане                             | Изпадане                             | Отнети точки (за сезон 2006/07) | Отнети точки (за сезон 2006/07) | Отнети точки (за сезон 2006/07) | Други наказания                                                                                              | Други наказания |
| Отбор      | Първоначално наказание | След обжалване                       | Окончателно наказание                | Първоначално наказание          | След обжалване                  | Окончателно наказание           | Първоначално наказание                                                                                       | Окончателно наказание |
| ---------- | ---------------------- | ------------------------------------ | ------------------------------------ | ------------------------------- | ------------------------------- | ------------------------------- | --- | --- |
| Милан      | Няма                   | Няма                                 | Няма                                 | Отнети 15 точки                 | Отнети 8 точки                  | Отнети 8 точки                  | • Отнети 44 точки от сезон 2005/06 • Отнети 15 точки за сезон 2006/07 • Изхвърлен от Шампионска лига 2006/07 | • Отнети 30 точки от сезон 2005/06 • Един домакински мач пред празни трибуни |
| Фиорентина | Изхвърлен в Серия Б    | Отмяна на административното изпадане | Отмяна на административното изпадане | Отнети 12 точки (Серия Б)       | Отнети 19 точки (Серия А)       | Отнети 15 точки (Серия А)       | • Изхвърлен от Шампионска лига 2006/07                                                                       | • Изхвърлен от Шампионска лига 2006/07 • Два домакински мача пред празни трибуни |
| Ювентус    | Изхвърлен в Серия Б    | Изхвърлен в Серия Б                  | Изхвърлен в Серия Б                  | Отнети 30 точки                 | Отнети 17 точки                 | Отнети 9 точки                  | • £50 000 (еквивалент) глоба                                                                                 | • Отнемане на титлата за сезон 2004/05 • Титлата за сезон 2004/05 не е присъдена на никой • Свален до последно място в Серия А 2005/06 (титлата е дадена на Интер) и изпадане в Серия Б. |
| Лацио      | Изхвърлен в Серия Б    | Отмяна на административното изпадане | Отмяна на административното изпадане | Отнети 7 точки (Серия Б)        | Отнети 11 точки (Серия А)       | Отнети 3 точки (Серия А)        | • Изхвърлен от Купа на УЕФА 2006/07                                                                          | • Изхвърлен от Купа на УЕФА 2006/07 • Два домакински мача пред празни трибуни |
| Реджина    | (Няма наказание)       | Няма                                 | Няма                                 | Отнети 15 точки                 | (Няма обжалване)                | Отнети 11 точки                 | (Няма наказание)                                                                                             | • £68 000 (еквивалент) глоба • Президента на клуба Паскуале Фоти е глобен с £20 000 (еквивалент) и отстранен от футбола за 2,5 години.                                                   |

Наказанията са дълго оспорвани, поради тежестта към Ювентус в сравнение с другите участващи отбори. Според съда, поведението на ръководителите на отборите се разглежда във всички случаи. Макар че не е истинско уреждане на мачове, това е нарушение на спортните принципи. В случая на Ювентус, тяхното поведение изглежда е с цел да повлияе на резултатите от мачовете, докато в случая на други отбори, доказателствата срещу тях не се считат за силни. Представителите на Ювентус смятат това предположение за напълно произволно и твърдят, че делото срещу тях никога не е било доказано.

### Последици от наказанията
Клубовете, изхвърлени в Серия Б, първоначално се очаква да имат труден път обратно към върха. Би трябвало да завършат в топ 2 на Серия Б, за да бъдат уверени в промоцията и също така трябва да избегнат финиширане в долната четворка, за да избегнат отпадане в Серия Ц1. Ювентус, например, първоначално е наказан с -30 точки – еквивалент на десет победи. Това прави много вероятно те да не се завърнат в Серия А до 2008 г., най-рано. Точковото наказание обаче е намалено до -9 точки, което дава на Ювентус шанс за промоция. Те печелят Серия Б през сезон 2006/07, като бързо се завръщат в Серия А.
Фиорентина, които са с -15 точки, се очаква да се борят за оставане в Серия А през следващия сезон. Въпреки това, те завършват сезон 2006/07 на шесто място, спечелвайки място за Купа на УЕФА 2007/08.
Отпадането на Ювентус също води до масово напускане на важни играчи като Фабио Канаваро, Лилиан Тюрам и Златан Ибрахимович. Около 30 други играчи от Серия А, които участват на Световното първенство по футбол през 2006 г., изявяват желание да играят в други европейски първенства след скандала.

### Ефект върху Серия А
Първоначално, Ювентус, Фиорентина и Лацио са изхвърлени, а Месина, Лече и Тревизо остават в Серия А, въпреки че завършват на последните 3 места за сезон 2005/06. След обжалването, само Месина остава в Серия А. Отборите, спечелили промоция от Серия Б (Аталанта, Катания и Торино), не са засегнати и влизат в Серия А, както обикновено.
Въз основа на финалната си позиция в лигата, Ювентус и Милан биха спечелили директно участие в Шампионската лига на УЕФА, а Интер и Фиорентина ще започнат в третия квалификационен кръг на Шампионската лига, докато Рома, Лацио и Киево щя бъдат допуснати за Купата на УЕФА. На 6 юни 2006 г. ИФФ официално се оттегля от Интертото през 2006 г., което струва на Палермо място в третия кръг на състезанието, като се позовава на факта, че класирането от Серия А за 2005/06 не може да бъде потвърдено до крайния срок 5 юни.
УЕФА дава на ИФФ срок до 25 юли 2006 г., за да потвърди класирането или да им наложи санкции в двата големи европейски клубни турнира (след това удължен до 26 юли). След обжалването, Интер, Рома, Киево и Милан заемат четирите места в Шампионската лига през 2006/07. Интер и Рома получават директно влизане в Шампионската лига, докато Киево и Милан започват от третия квалификационен кръг. Участието на Милан е потвърдено от УЕФА, малко след процедурата по обжалване. Палермо, Ливорно и Парма влизат в първите кръгове на купата на УЕФА, първоначално дадени на Рома, Лацио и Киево.
На 26 юли ИФФ обявява Интер Милано за шампион от сезон 2005/06.
По отношение на това решение Карло Порчеду, федерален прокурор от 1998 до 2001 г. и настоящ вицепрезидент на Федералния апелативен съд, заявява в интервю за Unione Sarda: „Отнемането на скудето от Ювентус за 2005/06 и даването му на Интер е сериозна грешка. Разследването в Калчополи трябваше да бъде по-задълбочено, тъй като ние като Федерален съд ограничихме наказанието на Ювентус да не сдаде титлата, поради недостатъчни доказателства. След това специалният комисар на Федерацията от този период е назначил група от приятели, един от които е бил и в борда на директорите на Интер, а тази титла е била отнета от Ювентус и предадена на Интер. Грешка по мое мнение“. Порчеду повече от веднъж в миналото подчертава няколко точки, които трябва да бъдат изяснени по време на разследването.
Ювентус първоначално обявява, че планира да обжалва наказанието в италианските граждански съдилища – действие, което би довело до по-нататъшно наказание на клубовете и на ИФФ от ФИФА, тъй като ФИФА отдавна е забранила намесата на правителството във футболната администрация. ФИФА обявява, че има възможност да замрази членството на ИФФ, като по този начин блокира всички италиански клубове от международни мачове, ако Ювентус се яви в съда. Ювентус оттегля жалбата си пред Районния административен съд в Лацио на 31 август, деня, в който трябва да бъде изслушан. Служители на Ювентус цитират „готовността на Италианската футболна федерация (ИФФ) и Италианския национален олимпийски комитет (CONI) да преразгледат делото си по време на арбитража“.
На 26 октомври 2006 г. втората жалба намалява наказанието на Лацио с 3 точки, намаляването на Ювентус до 9 точки и намаляването на Фиорентина до 15 точки. Милан няма успех и е с отнети 8 точки.

## Други твърдения
Масимо Де Сантис трябва да бъде представител на Италия по време на Световното първенство по футбол през 2006 г., но е отстранен от ИФФ след разследване. Италианският съдия Роберто Розети остава незасегнат от скандала и е избран за един от 21-те официални лица на Световната купа.
Скандалът обръща внимание и на много потенциални конфликти на интереси в италианския футбол. Адриано Галиани, като вицепрезидент и главен изпълнителен директор на Милан, също е председател на Серия А.
В допълнение към твърденията за корупция и спортни измами на собствениците, мениджърите, играчите, реферите и представителите на лигата, домакинът на най-популярното футболно шоу на Италия Алдо Бискарди подава оставка, твърди се, че е сътрудничил на генералния мениджър на Ювентус Лучано Моджи, по телевизията.
Общо взето, магистратите в Неапол официално са разследвали 41 души и са разгледали 19 мача от Серия А от сезон 2004/05 и 14 мача от Серия А от скандалния сезон 2005/06. Прокурорите в Торино разглеждат президента на Ювентус Антонио Джираудо за трансфери, предполагаеми фалшифицирани сметки и укриване на данъци. Прокурорите в Парма разследват вратаря на националния отбор Джанлуиджи Буфон, Енцо Мареска, Антонио Кименти и Марк Юлиано по подозрения за хазарт по мачове от Серия А, но всички са оправдани през същата година.
След като са наложени първите наказания, са разгледани още отбори за възможни връзки със скандала. Месина, Лече и Сиена също са разследвани, тъй като прокурорите продължават да анализират преписите от телефонни обаждания.

## Оставки и назначения
На 8 май Франко Караро подава оставка от председателството на ИФФ – органът, отговорен за избирането на националния отбор на Италия за Световното първенство по футбол. Целият борд на директорите на Ювентус подава оставка на 11 май, а Моджи подава своята оставка малко след като Ювентус печели Серия А на 14 май. На борсовия пазар на Италия Borsa Italiana, акциите на Ювентус губят около половината от стойността си от 9 май до 19 май 2006 г.